# Piec fluidyzacyjny
Piec fluidyzacyjny (często mylony z piecem zawiesinowym) stosowany jest do przerobu materiałów sypkich. Materiały te poddawane są fluidyzacji, co zapewnia maksymalne wykorzystanie powierzchni ciała stałego i zwiększa intensywność procesu. Z tego względu technologia podlega pewnym ograniczeniom. Zbyt drobny materiał uniemożliwia fluidyzację, a zbyt gruby wymaga zbyt wysokich ilości gazów fluidyzacyjnych.
Odmianą pieca fluidyzacyjnego jest cyrkulujący piec fluidyzacyjny. Technologia ta została opracowana przez niemiecką firmę Lurgi (obecnie Outotec) w latach 60. W tej technologii stosowane są wyższe prędkości, część gazów oraz pyłów jest zawracana do pieców.
Główne zastosowania technologii to:
- kalcynacja Al2O3
- prażenie siarczków metali
- kotły energetyczne

Zalety:
- wysoka wydajność
- niskie koszty inwestycyjne
- prosta budowa

Wady:
- tylko do przerobu materiałów sypkich
- wysokie wymagania co do ziarnistości wsadu

## Kocioł fluidalny
W energetyce do produkcji pary lub gorącej wody budowane są tzw. kotły fluidalne z paleniskiem wykorzystującym zjawisko fluidyzacji (np. w Elektrociepłowni Żerań).
Podstawowy podział kotłów fluidalnych obejmuje:
- kotły z cyrkulacyjną warstwą fluidalną - CFB (ang.) - circulating fluidized bed
- kotły z pęcherzową warstwą fluidalną - BFB (ang.) - bubbling fluidized bed

Spalanie w kotłach fluidalnych przebiega w zakresie temperatur 750-950 °C (niższej niż w kotłach pyłowych). Współczynnik przenikania ciepła od warstwy fluidalnej do powierzchni w niej zamkniętej wynosi 280-570 W/(m²·K). Poniżej temperatury 750 °C pogarszają się warunki utleniania węgla i powstaje CO. Powyżej 950 °C następuje spiekanie i mięknięcie popiołu, czyli złoże traci charakter sypki i drobnoziarnistą strukturę. Aby utrzymać odpowiedni zakres temperatur należy odpowiednio regulować strumień wytwarzającego i odbieranego w złożu ciepła. Dlatego też celowo do złoża doprowadza się materiał warstwy fluidalnej i utrzymuje duże ilości popiołu. Zaletą kotłów fluidalnych jest łatwe odsiarczanie i odazotowanie spalin.
Zmniejszenie powstawania NOx możliwe jest dzięki niskiej temperaturze spalania.
Odsiarczanie można realizować tzw. metodą suchą, czyli poprzez dodatek sorbentu (np. kamienia wapiennego) do materiału warstwy, który wiąże siarkę, nie dopuszczając do jej utlenienia do SO2.